# Дальбек, Андреас
Андреас Дальбек (швед. Andreas Dahlbäck полное имя швед. Erik Andreas Quincy Dahlbäck, род. 6 августа 1967 года в Катринехольме, Сёдерманланд, Швеция) — шведский музыкант и продюсер.
Дальбек продюсировал таких музыкантов, как Анна Тернхейм, Ульф Лунделль, Плура Йонссон, Ола Сало, Love Antell, Bo Kaspers Orkester, Томас Андерссон Вий и Эбба Фурсберг. Дальбек также продюсировал Йонну Лёфгрен, шведскую ударницу из шотландской рок-группы Glasvegas.
Дальбек является постоянным барабанщиком в группе Ульфа Лунделла, а также владеет собственной студией звукозаписи Durango Recording. В настоящее время проживает в Стокгольме.

## Биография
Вместе с Андреасом Йонсоном, Дальбек основал группу Planet Waves. В 1994 году они записали альбом под названием «Brutal Awakenings». В 1998 году вместе с Юханом Линдстрёмом, Линой Инглунд и Дэвидом Шутриком, Дальбек был музыкантом в группе Selfish, которая выпустила альбом «Wanting You Would Be». В 2004—2007 он был менеджером Анны Тернхейм и Томаса Андерссона Вийя.
Летом 2017 года принял участие в гастрольном туре Пера Гессле En vacker kväll в качестве ударника, а также в сторонних выступлениях на телевидении и программе «Allsång på Skansen» в стокгольмском музее Скансен. В 2018 году Дальбек гастролировал с Гессле по Европе в рамках его тура «Per Gessle's Roxette».

## Семья
- отец — Эрик Дальбек, ударник
- сын — Антон (Anton), род. в Стокгольме, с 2015 года обучается в университете Умео
- дочь — Альва (Alva), род. в Hammarby, пригороде Стокгольма
- брат — Йон Дальбек, продюсер музыки в стиле хаус, играет в группе JOHANNA[1]
- младшая сестра — Эрика Йеллермарк Дальбек (Erika Gellermark Dahlbäck)
- кузен — Йеспер Дальбек, продюсер музыки в стиле хаус[1]